# Edwin Oberhauser

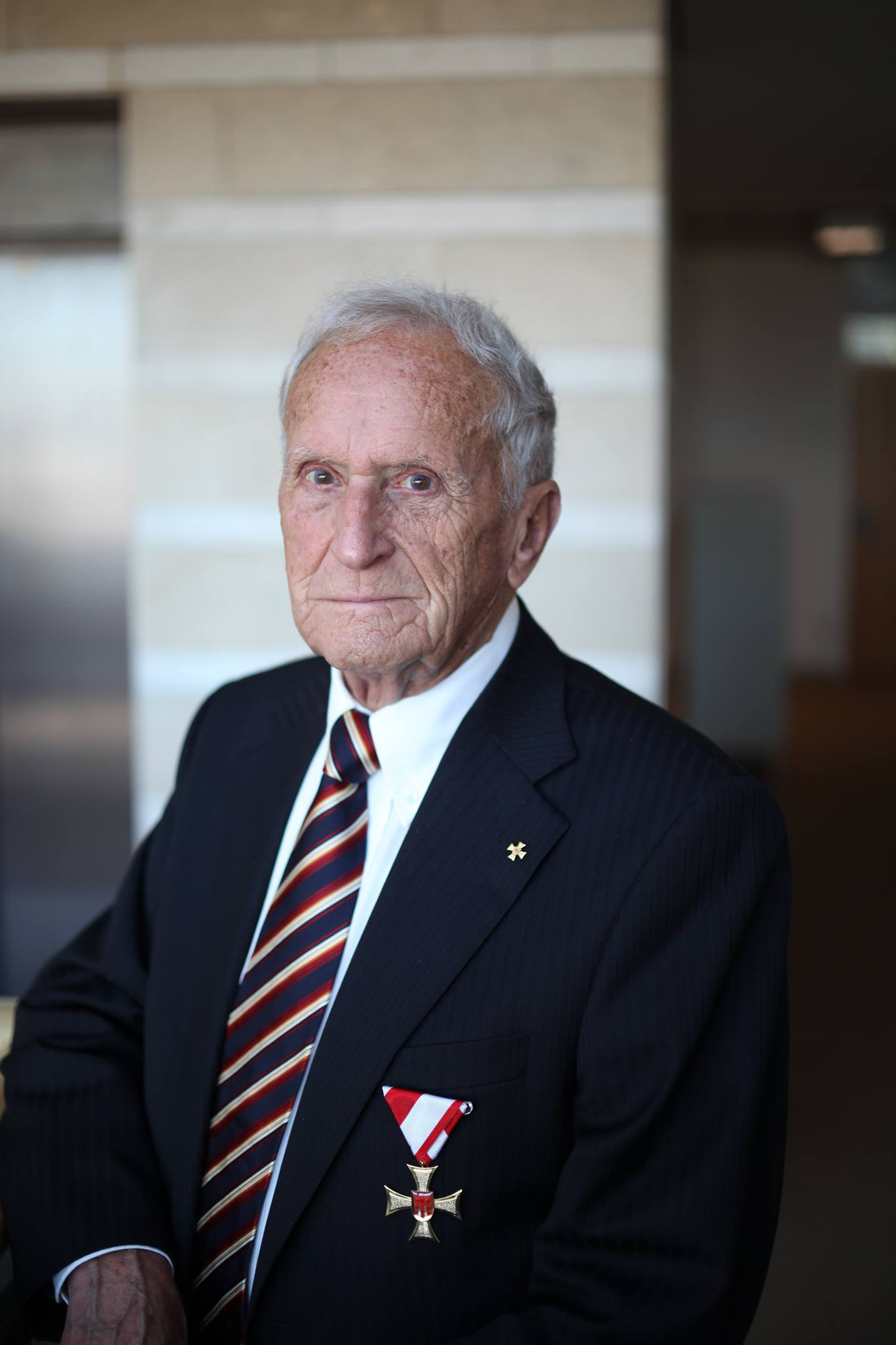
Edwin Oberhauser mit dem Großen Verdienstzeichen des Landes Vorarlberg (2018)

Edwin Josef Oberhauser (* 22. Juni 1926 in Dornbirn; † 17. November 2019 in Feldkirch) war ein österreichischer Denkmalschützer, Autor und Ehrenpräsident des Vorarlberger Landesmuseumsvereines.

## Leben
Oberhauser wurde als Sohn eines Kaufmanns in der Marktstraße in Dornbirn geboren, nach dem Besuch der Volksschule in Dornbirn war er ab 1937 Schüler des Privatgymnasiums in Bischofshofen in Salzburg. Ende 1944 rückte er zum Reichsarbeitsdienst in Saalfelden ein und war dort als Kurier tätig. Nach dem Kriegsende maturierte er 1947 an der Realschule in Dornbirn.
Anschließend belegte er ein Studium an der Universität Innsbruck, wo er 1952 zum Dr. jur. promovierte. Im Laufe des Studiums ist er im Jahre 1948 der akad. Verbindung Austria Innsbruck beigetreten. Die Gerichtspraxis wurde an den Gerichten in Innsbruck absolviert, danach folgte Rechtsanwaltspraxis bis zum Eintritt bei der Grazer Wechselseitigen Versicherung im Jahre 1954. Ausbildung bei der GRAWE in Innsbruck und Graz bis zur Errichtung einer eigenen Landesdirektion in Vorarlberg 1969. Damit erfolgte gleichzeitig die Bestellung zum Landesdirektor. Diese Funktion wurde von ihm bis zur Pensionierung im Jahre 1984 ausgeübt.
Seit 1972 war Oberhauser Gründungsmitglied des Lions Club Montfort in Feldkirch. In der Lionsbewegung war er in führenden Positionen (Präsident, Zonenchairman, Vizegouverneur, Vorsitzender der Kommission für internationale Zusammenarbeit in der Bodenseeregion) tätig.
Seit 1971 gehörte er dem Vorarlberger Landesmuseumsverein an und war im Verlauf dieser Mitgliedschaft in mehreren Fachausschüssen tätig. Im Jahre 1985 folgte die einstimmige Wahl zum Vereinspräsidenten.
Seit 1990 war er Mitglied einer Interessensgemeinschaft für die Renovierung des Jonas-Schlössles in Götzis. Im Laufe der Renovierung wurden durch den Vorarlberger Landesmuseumsverein einige Vorhaben unterstützt, welche Oberhauser in enger Zusammenarbeit mit dem österreichischen Bundesdenkmalamt und der Gemeinde Götzis delegierte. Oberhauser investierte neben Spenden aus dem Vereinsbudget auch private Mittel in die Renovierung und ermöglichte so die Erhaltung der Sonnenuhr, die korrekte Anbringung der Restaurationsdatierung und den charakteristischen Rundbogen am Fuße des Turmes.
Er war bis zum Tode seiner Frau Hildegard (geb. Steurer) verheiratet und hatte zwei Kinder. Er lebte in Götzis in Vorarlberg. 
Bis in die späten 2010er Jahre war Oberhauser als Antiquitätensammler tätig und beteiligte sich an diversen heimatkundlichen Projekten.

## Tätigkeiten als Präsident des Vorarlberger Landesmuseumsvereins
In der Zeit seiner Vereinspräsidentschaft pflegte er eine enge Zusammenarbeit mit verschiedensten in Vorarlberg kulturell tätigen Vereinen. Auch die finanzielle Sanierung und anschließend die bedeutende Förderung von kulturellen Belangen, Unterstützung der Denkmalpflege und Erwerb wichtiger Vorarlberger Antiquarien fällt in diese Zeitspanne. Während der Präsidentschaft wurden ca. 1,9 Millionen Schilling aufgewendet, um diverseste Kulturgüter zu unterstützen, zu fördern und zu sichern. Zudem wurden während dieser Zeit über 500 Sitzungen, Veranstaltungen, kulturelle Fahrten usw. initiiert und verantwortet. Die Mitgliedschaft erreichte unter seiner Akquisitionstätigkeit einen Höchststand von über 1200 Mitgliedern. In dieser Zeit arbeitete er mit den Direktoren des Vorarlberg Museum zusammen, darunter auch mit Tobias Natter.
Es wurden in dieser Zeit, durch die Initiative von Oberhauser, herausragende museale Stücke erworben und an die entsprechenden Museen, vor allem an das Vorarlberg Museum, übergeben. Unter anderem erfolgte der Erwerb des bedeutendsten Münzfundes im Schlösschen Sonderberg in Götzis, welcher je in Vorarlberg getätigt wurde. Dieser Münzfund wurde anlässlich 150-Jahr-Feier des Vorarlberger Landesmuseumsvereins im Jahre 2007 dem Vorarlberg-Museum bzw. dem Land Vorarlberg geschenkt. Im Rahmen dieser 150-Jahr-Feier trat Dr. Oberhauser, nachdem er 22 Jahre die Geschicke dieses Vereines geleitet hatte, zurück und übergab den finanziell bestens aufgestellten und mit über 1200 Mitgliedern größten Kulturverein Vorarlbergs an seinen Nachfolger, Thomas Klagian.
Zudem wurden diverse Projekte wie die Herausgabe der Vorarlberger Flurnamenbücher durch die Initiative von Oberhauser ins Leben gerufen. Besonders in der Burgenrestauration konnte durch die enge Zusammenarbeit mit dem Heimatforscher Franz Josef Huber eine Vielzahl an erhaltungswürdigen Bauten in Vorarlberg erhalten und deren Restaurierung finanziert werden.

## Auszeichnungen
- 2014: Verleihung des großen Verdienstzeichens des Landes Vorarlberg[7]
- 2014: Ehrenmitgliedschaft Funken Götzis Dorf
- 2012: Ehrenmitgliedschaft des Lions Club Feldkirch Montfort[8]
- 2008: Ehrenpräsidentschaft des Vorarlberger Landesmuseumsvereins[5]